# Patrick Wintour
Patrick Wintour (nacido el 1 de noviembre de 1954) es un periodista británico, que sirvió como editor diplomático de The Guardian. Fue editor político de The Guardian de 2006 a 2015 y anteriormente fue corresponsal político principal del periódico durante dos períodos, de 1988 a 1996 y de 2000 a 2006. Mientras tanto, fue el editor político de The Observer.

## Primeros años de vida
Wintour nació el 1 de noviembre de 1954, hijo del exeditor del Evening Standard, Charles Vere Wintour, de su matrimonio con Eleanor «Nonie» Trego Baker (1917-1995), una estadounidense, hija de un profesor de derecho de Harvard. Sus padres se casaron en 1940 y se divorciaron en 1979. Su hermana mayor, Anna Wintour, es la actual editora en jefe de la edición estadounidense de la revista Vogue. Su hermano Jim organizó eventos ecuestres en los Juegos Olímpicos de Londres 2012. Wintour es nieto del general de división Fitzgerald Wintour.
Wintour se educó en The Hall School en Hampstead, Westminster School y Corpus Christi College (Oxford). En Westminster, fue contemporáneo de Adam Mars-Jones y Chris Huhne.

## Carrera
Conocido por sus contactos dentro del Partido Laborista, Wintour comenzó su carrera en el periodismo en el New Statesman de 1976 a 1982, antes de unirse a The Guardian como corresponsal laborista jefe en 1983. Desde 1988, fue corresponsal político jefe del periódico, de 1988 a 1996, y luego editor político de The Observer, el periódico dominical hermano de The Guardian, hasta 2000. Regresó a The Guardian como corresponsal político jefe en 2000 antes de ser nombrado editor político en 2006, tras la jubilación de Michael White . Wintour ganó el premio al «Periodista político del año» de los British Press Awards en 2007.
En octubre de 2015, Wintour asumió un nuevo cargo como editor diplomático de The Guardian. En diciembre, Anushka Asthana y Heather Stewart fueron designadas para sucederlo en un acuerdo de trabajo compartido. Los tres asumieron sus nuevos cargos a principios de 2016.

## Vida personal
La segunda esposa de Wintour es Rachel Sylvester, periodista de The Times. La pareja tiene dos hijos.
Wintour estuvo casado anteriormente con la periodista Madeleine Bunting, con quien también tiene dos hijos.